# Paranemastoma kochii
Paranemastoma kochii is een hooiwagen uit de familie aardhooiwagens (Nemastomatidae). De originele naamcombinatie (protoniem) was Nemastoma kochii Nowicki, 1870. Een volgende naamrecombinatie werd gepubliceerd als Paranemastoma kochii (Nowicki, 1870) in Avram 1973.